# USCトロージャンズ

USCカラーのビッグ・テンのロゴ

USCトロージャンズ（USC Trojans）はアメリカ合衆国カリフォルニア州ロサンゼルスに本部を置く南カリフォルニア大学（略称: USC）の学生スポーツチーム。NCAAディビジョンI所属。男子チームの愛称はthe Trojansである一方、女子チームには公認の愛称が二つあり、ひとつは男子と同じthe Trojans、他方はWomen of Troy（トロイの女性）である。本記事においてはトロージャンズで記述を統一する。

## 概要

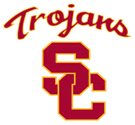
USCトロージャンズのロゴ

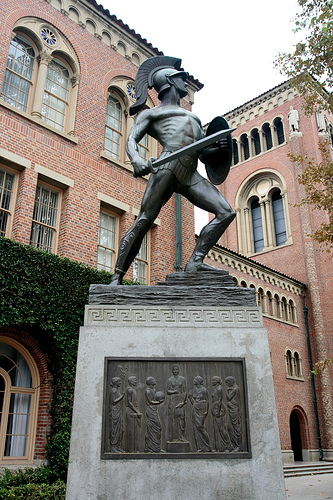
トミー・トロージャン（英語版）

全競技チーム合計で全米選手権において122回制覇している。うち100回はNCAA（全米大学体育協会）選手権である。同じロサンゼルス市に所在するカリフォルニア大学ロサンゼルス校（略称: UCLA）とは学業においてもスポーツにおいても激しいライバル関係にある。
毎年アメリカンフットボールの対抗戦が行われるノートルダム大学ともライバル関係にあり、同競技においては最大のライバル校である。

## 実績
- トロージャンズ全体で全米大学選手権と名の付く大会における優勝回数は122回を誇り、うち100回は全米大学体育協会（以下NCAA）の選手権大会優勝である。これはカリフォルニア大学ロサンゼルス校（略称:UCLA）の111回、スタンフォード大学の106回に次ぎ、全米の大学で第3位である。
- 男子チームは優勝97回で、うちNCAA選手権は84回優勝している。これは全米大学でトップである[1]。
- 女子チームは優勝25回で、うちNCAA選手権は16回優勝している。こちらは全米3位となっている[1]。
- トロージャンズ（男女あわせて）として、少なくとも1チームが26年連続で優勝を果たしている。
- 1971年から始まったUSAトゥデイの全米ランキングで、6度ベスト1に輝いている。
- NCAAの個別タイトルを見ると、男子は302回獲得で全米1位であり、女子は55回獲得している。
- 合衆国で最高のアマチュアスポーツ賞として知られるジェームスサリバン賞の受賞者が、トロージャンズOB・OGで4名いる。サミー・リー（英語版）（1953年）、パリー・オブライエン（1959年）、ジョン・ネーバー（1977年）そしてジャネット・エバンス（1989年）である。
- 年間最優秀女子学生アスリートに贈られるホンダ・ブロデリックカップ受賞者が2名いる。シェリル・ミラー（英語版、バスケットボール、1983-84）とアンジェラ・ウィリアムズ（英語版、陸上競技、2001-02）であり、この他にホンダスポーツ賞受賞者が8名いる。

## オリンピック選手

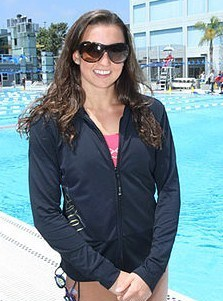
レベッカ・ソニ選手（水泳）

- トロージャンズは多くのオリンピック選手を輩出した伝統を誇る。1904年セントルイスオリンピックから2014年ソチオリンピックまでの間に422人が出場し、135個の金メダル、88個の銀メダル、65個銅メダルを獲得した[7]。1912年ストックホルムオリンピック以降の夏季オリンピックでは少なくとも1個の金メダルを獲得し続けている。
- 上記の金メダル獲得数135個は、ワールドワイドの大学で比較すると第8位となる[8]。（ただしこの集計は2012年ロンドンオリンピックの例で言えば、アメリカ合衆国水球チームが獲得したメダル1個に対して、トロージャンズOGが代表チームに3名いるため3個の銀メダルというカウント方法による）
- 2008年北京オリンピック200m平泳ぎにおいて世界新記録で優勝したレベッカ・ソニは、トロージャンズの現役アスリートであった。レベッカは同大会において、100m平泳ぎと400mメドレーリレーでも銀メダルを獲得している。

## 全米大学選手権優勝
（）内は優勝回数を示す。

### 男子
- アメリカン・フットボール（11）- 1928年、1931年、1932年、1939年、1962年、1967年、1972年、1974年、1978年、2003年、2004年
- バスケットボール（12）- 1948年、1958年、1961年、1963年、1968年、1970年、1971年、1972年、1973年、1974年、1978年、1998年
- 体操競技（1）- 1962年
- 競泳・飛込（9）- 1960年、1963年、1964年、1965年、1966年、1974年、1975年、1976年、1977年
- テニス（21）- 1946年、1951年、1955年、1958年、1962年、1963年、1964年、1966年、1967年、1968年、1969年、1976年、1991年、1993年、1994年、2002年、2009年、2010年、2011年、2012年、2014年
- 陸上競技（26）- 1926年、1930年、1931年、1935年、1936年、1937年、1938年、1939年、1940年、1941年、1942年、1943年、1949年、1950年、1951年、 1952年、1953年、1954年、1955年、1958年、1961年、1963年、1965年、1967年、1968年、1976年
- 室内陸上（2）- 1967年、1972年
- バレーボール（6）- *1949年、*1950年、1977年、1980年、1988年、1990年
- 水球（9）- 1998年、2003年、2005年、2008年、2009年、2010年、2011年、2012年、2013年

（※注）アメリカンフットボールと*印はNCAA選手権以外の選手権大会である。

### 女子
- バスケットボール（2）- 1983年、1984年
- 競泳・飛込（1）- 1997年
- テニス（7）- *1977年(2)、*1978年、*1979年、*1980年、1983年、1985年
- 陸上競技（1）- 2001年
- バレーボール（6）- *1976年、*1977年、*1980年、1981年、2002年、2003年
- 水球（4）- *1999年、2004年、2010年、2013年
- ゴルフ（3）- 2003年、2008年、2013年
- サッカー（1）- 2007年

（※注）*印はNCAA選手権以外の選手権大会である。

## 競技チーム
| 男子スポーツ                            | 女子スポーツ       |
| --------------------------------------- | ------------------ |
| 野球                                    | バスケットボール   |
| バスケットボール                        | ビーチバレーボール |
| フットボール                            | クロスカントリー   |
| ゴルフ                                  | ゴルフ             |
| 水泳・飛込                              | ラクロス           |
| テニス                                  | ローイング         |
| 陸上†                                   | サッカー           |
| バレーボール                            | 水泳・飛込         |
| 水球                                    | テニス             |
|                                         | 陸上†              |
|                                         | バレーボール       |
|                                         | 水球               |
| †屋外競技チームと室内競技チームがある。 |                    |

強化代表チーム（Varsity Team（英語版））のうち、18チームについて述べる。

### アメリカンフットボール

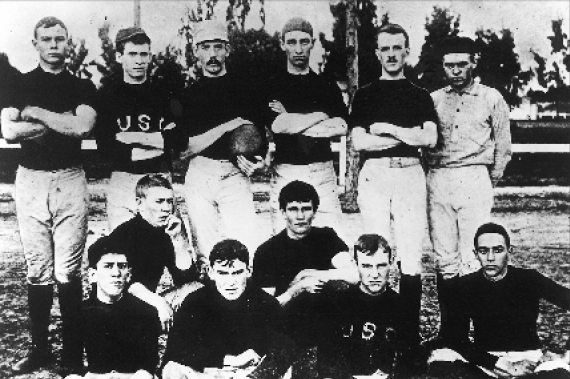
1888年創生期のチームメンバー。トロージャンズのニックネームはまだなかった。

トロージャンズフットボールチームは1888年に創部され、これまでの通算成績が793勝313敗54分（勝率0.706）という驚異的な成績を残している。1998年に雑誌「SPORT」で行った20世紀カレッジフットボールランキングで4位につけ、2009年にESPNが行ったランキングではトロージャンズは2位となっている。
トロージャンズは投票によるナショナルチャンピオンに9度選出されている。

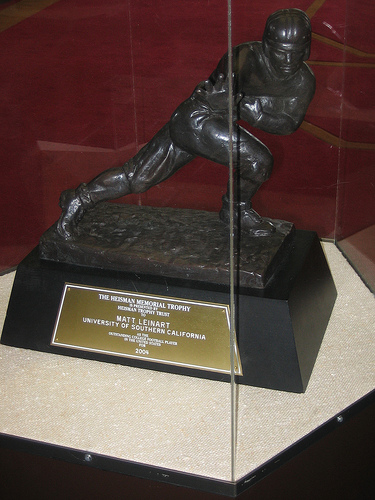
マット・ライナートのハイズマン・トロフィー

ハイズマン・トロフィー受賞者が多いことでも知られており、7人の受賞者を輩出している。ただし7人目の受賞者であるレジー・ブッシュは後に不祥事により同賞を返上している。2002年から2005年まで4年間の同賞受賞者のうち、3人がトロージャンズである。すなわちカーソン・パーマー（英語版、後にアリゾナ・カージナルスに入団）が2002年に、マット・ライナート（同）が2004年に、レジー・ブッシュ（現デトロイト・ライオンズ所属）が2005年に受賞している。他の受賞者4人はいずれも傑出したテールバック・プレーヤーとして名を馳せた。すなわちマイク・ギャレット（英語版）が1965年に、O・J・シンプソンが1968年に、チャールズ・ホワイト（英語版）が1979年に、マーカス・アレン（英語版）が1981年にそれぞれ受賞している。特筆すべき事項としてプロフットボール殿堂入りしたトロージャンズOBが11人もいることが挙げられる。これは全米大学の中でトップである。
トロージャンズは旧Pac10（現在はPac12）当時からの勝敗が367勝153敗29分（勝率0.695）であり、他チームを圧倒している。2011年のNFLドラフトではどの大学よりも多い473人もの選手が指名されている。1959年以降のPac10（またはPac12）で、18度のカンファレンス選手権者となり、6度の別タイトルを獲得した。ポストシーズンのボウル・ゲームで国内ベストの勝率0.660を誇り、少なくとも10のボウル・ゲームに出場し、特にローズボウルには33度出場している。
トロージャンズのプレーヤはオールアメリカンファーストチーム（全米ベストプレーヤ）に17回選出されており、このうち2人は全会一致、8人がconsensus selectionsにより選出されている。

### 野球

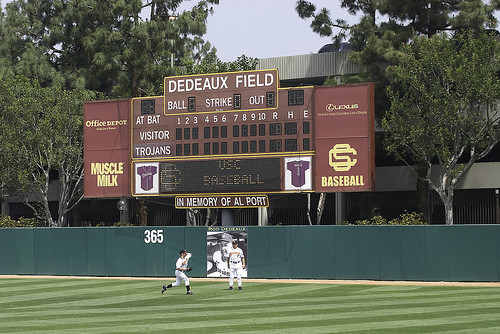
本拠地「ディドー・フィールド」

トロージャンズ野球チームもまた特筆すべき歴史を有する。12の国内選手権大会優勝を遂げており、他大学の6大会優勝を大きく上回る。チームは1924年に創部され、通算成績2,221勝1,093敗15分（勝率0.669）を誇り、カンファレンス選手権で38回優勝を遂げている。
チームで最も著名な監督はロッド・ディドー（英語版）で、1942年から1986年まで監督を務め、11回チームをNCAA選手権優勝まで導いた。中でも1970年から1974年までは五連覇を達成している。
トロージャンズは多くのメジャーリーガーを輩出した。著名なプレーヤではロン・フェアリー（英語版）、ドン・ビュフォード、トム・シーバー、デーブ・キングマン、フレッド・リン、ロイ・スモーリー（英語版）、スティーブ・ケンプ（英語版）、マーク・マグワイア、ランディ・ジョンソン、ブレット・ブーン、ジェフ・シリーロ、バリー・ジト、ジェフ・ジェンキンス、ケント・ハドリ、アーロン・ブーン、ジャック・ジョーンズ、マーク・プライアーらがいる。トロージャンズOB全体では100人以上がMLBでプレーした。

### 男子バスケットボール
男子バスケットボールチームも長い歴史を有する。カレッジバスケットボールで1000勝以上を記録している48校の一つである。1907年に創部され、通算成績は1,357勝984敗（勝率0.580）であり、リーグ優勝は14回を誇る。最近では2007年シーズンにトロージャンズ史上最多勝を記録して、NCAA選手権で16強入りした。
USCは2007-08シーズン中にO・J・メイヨの不適切な金銭授受があったことを公表した。そのシーズン、トロージャンズは結局1勝32敗に終わっている。

### 女子バスケットボール

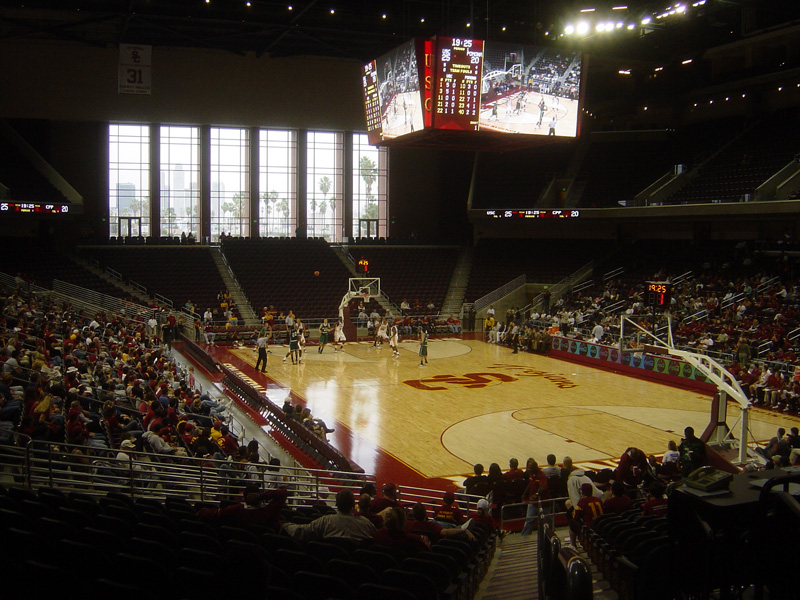
本拠地のガレンセンター内観

女子バスケットボールチームは着実に実力をつけ、1983年に初めて全米の頂点に躍り出た。1983年・1984年と二連覇した後は準決勝進出の常連となり、強豪校となった。過去14年間に6度NCAA選手権トーナメント進出を果たしている。
著名なOGとしてリサ・レスリー（1994年にネイスミス賞（英語版）を獲得し、後にプロバスケットボール選手）、ティナ・トンプソン（1997年WNBAドラフトで第一位指名）、シンシア・クーパー（英語版）（オリンピック二度出場、WNBAのMVP）らがいる。2009年にUSCはMary Wooleyをアシスタント・コーチとしてトロージャンズに招聘した。

### 男子バレーボール
トロージャンズ男子バレーボールチームは、1977年のNCAA選手権初優勝以来、準決勝進出を11度果たしている。同タイトルを通算4度獲得し（1977年、1980年、1988年、1990年）、準優勝も7度輝いている（1979年、1981年、1985年、1986年、1987年、1991年、2009年）。
特にトミー・ヒックスが監督に就任した1981年以降の8年間は、全米男子バレーボールトップクラスの成績を重ねた。すなわち通算成績が146勝47敗（勝率0.756）であり、この間2度の全米チャンピオンとなっている。
トロージャンズOBはアメリカ合衆国代表に24人も名を連ね、27人がオールアメリカン（全米ベストプレーヤー）に選出されている。1984年に地元で開催されたロサンゼルスオリンピックのアメリカ合衆国代表に3人のトロージャンズOBが名を連ね、同競技初の金メダルを合衆国にもたらした。スティーブ・ティモンズ、ダスティ・ドボラック、パット・パワーズである。ティモンズは1988年のソウルオリンピックでも二大会連続の金メダリストの栄誉に浴した。更にティモンズは1992年のバルセロナオリンピックでも、ブライアン・アイビー（英語版）・ニック・ベッカー（英語版）・ダン・グリーンバーム（英語版）とともに銅メダルに輝いている。

### 女子バレーボール

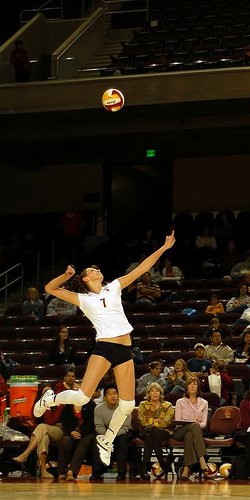
ヨアンナ・カチョル（2008年卒）

女子バレーボールチームは通算6度の全米チャンピオンに輝いている。NCAA選手権が3度（1981年、2002年、2003年）とその前身の大会が3度である。このうち初めの4度、選手権者に導いた監督がチャック・エルベである。エルベが1976年に監督に就任するや、12年間に渡り通算310勝121敗3分け（勝率0.718）をマークして全米カレッジバレーボールを席巻した。1976年シーズンには38勝無敗という史上初めてのパーフェクトシーズンを達成している。
エルベの後任監督となったのが、7年間テキサス大学アーリントン校監督を務めていたリサ・ラブ（英語版）で、1989年から1998年まで10シーズン在任し、トロージャンズを9度NCAA選手権トーナメント進出に導いた。1999年から2シーズンJerritt Elliottが暫定監督を務めた後、2001年にミック・ヘイリーが監督に就任した。ヘイリーはテキサス大学オースティン校を1980年代にNCAA選手権において二度優勝させた名匠で、2000年のシドニーオリンピック合衆国女子代表監督でもあった。2002-03シーズンには35勝無敗をマークしてNCAA選手権者となっている。以後の2004年、2007年、2010年にもNCAA選手権準決勝進出まで導いた。
1978年にタミー・グリーンがホンダスポーツ賞に輝き、以後オールアメリカンに55人ものメンバーを送り込み、13人もの合衆国代表選手を輩出している。すなわちタミー・グリーン、スーザン・ウッドストラ、ポーラ・ワイショフ、カロリン・ベッカー、キンバリー・ラディンズ、ニコル・デービスらである。2008年卒業生のヨアンナ・カチョルはポーランド代表として北京オリンピックで活躍し、2006年卒業生のビビアナ・カンデラスは母国メキシコ代表として北京オリンピックビーチバレー競技に出場した。

### 男子ゴルフ

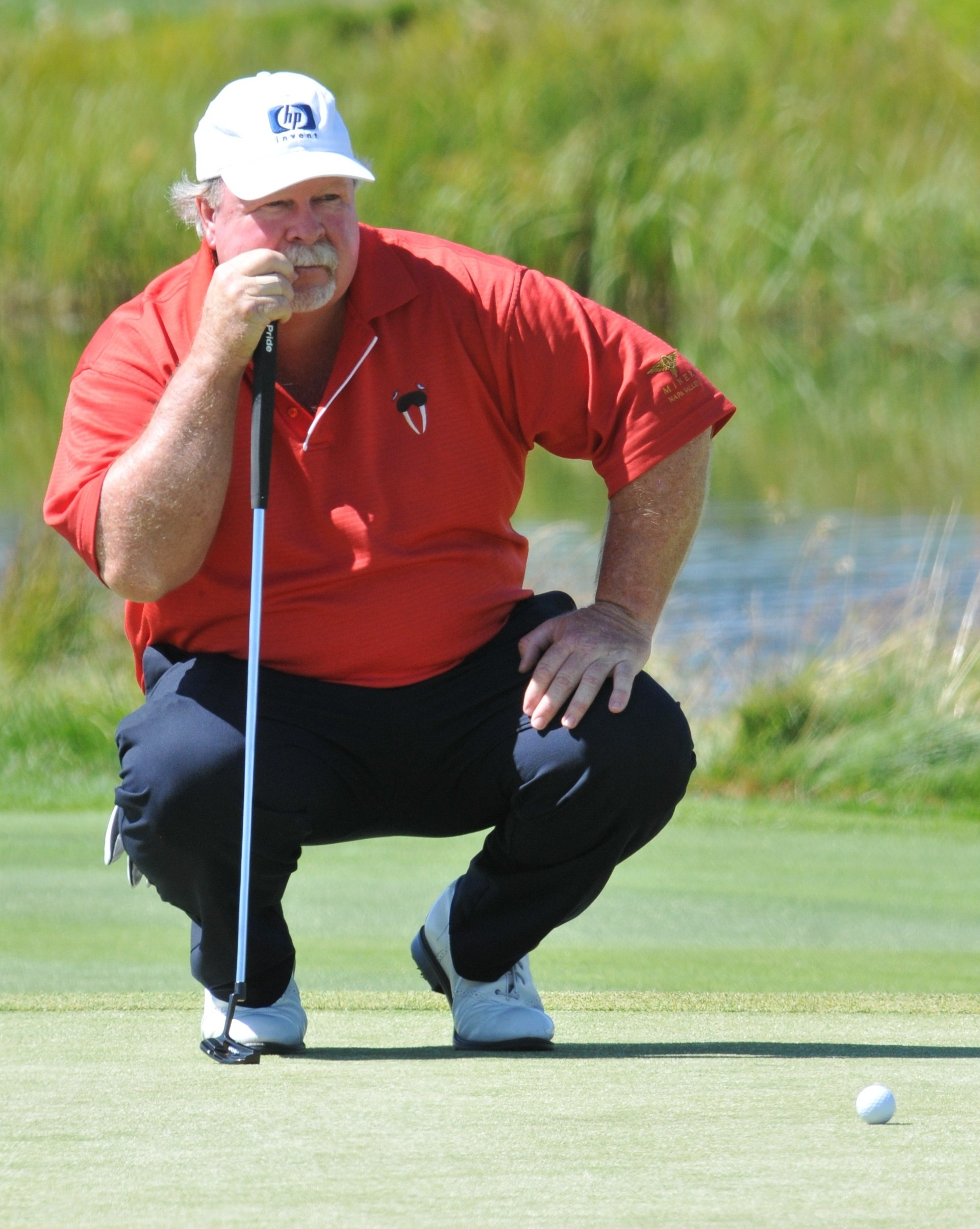
クレイグ・スタドラー（1976年卒）

伝説の監督スタン・ウッドは1955年から1979年まで監督を務め、この間の通算成績は462勝37敗（勝率0.926）でカンファレンス選手権優勝14回を誇る。1956年から1959年までは、団体戦においてトロージャンズをNCAA新記録となる51連勝に導き、NCAAトーナメント3位を6度達成している。元オールアメリカンゴルファーであったロン・ローズが1980年から1983年まで監督を務めた後、ランディ・レインが監督を務め1986年にカンファレンス選手権で優勝を飾っている。トロージャンズは、1991年にNCAA選手権で7位となった。元チーム主将であったジム・エンペイが1993年に監督となり、さらに1995年からはカート・シュウトが監督を務め、同年はNCAA選手権で5位入賞を果たしている。2001年にはPac10（現Pac12）でタイトルを獲得し、2002年にも連覇している。
3人のトロージャンズが通算4度のNCAA選手権（個人戦）優勝を果たしている。すなわち1976年と1977年にスコット・シンプソン（英語版）、1981年にロン・コマンズ、そして2007年にジャミー・ラブマーク（英語版）である。NCAA選手権（団体戦）での最高順位は3位で、1958年、1961年、1964年、1965年、1966年、1975年、2008年と通算7度入賞している。またPac12選手権では、1962年、1964年から1967年、1969年、1971-73年、1975年、1976年（南ディビジョン）、1978年、1980年、1984年、1986年、2001年から2002年、2007年、2011年にそれぞれ優勝している。
1985年にはサム・ランドルフ（英語版）が全米アマチュアゴルフ選手権で優勝し、同年及び翌1986年には名門マスターズ・トーナメントにおいてベストローアマチュアとなり、年間ベストプレーヤーに選出されている。ケビン・スタドラー（英語版）は2002年のPac10最優秀ゴルファーに選出された。これはトロージャンズでは初受賞であった。
トロージャンズは多くのプロゴルファーを輩出しており、アル・ゲイバーガー（英語版）（1966年全米プロゴルフ選手権優勝）、スコット・シンプソン（1987年全米オープン優勝)）、クレイグ・スタドラー（ケビン・スタドラーの実父、1982年マスターズ・トーナメント優勝）、デイブ・ストックトン（英語版）（1970年・1976年全米プロゴルフ選手権優勝）らが名を連ねる。

### 女子ゴルフ
女子ゴルフチームは、NCAA選手権団体戦における2003年、2008年、2013年に優勝に見られるように、全米トップクラスのチームである。優勝以外でも過去21年に準優勝2回、3位入賞1回、4回入賞2回など目覚ましいものがある。1989年にトロージャンズはPac-10（現Pac-12）トーナメントでタイトルを獲得して以来、NCAA地域選手権にも1999年と2006年に優勝を遂げている。1982年から1993年まで監督を務めたキャシー・ブライトは、トップ10に5度もトロージャンズを導いている。1994年には元トロージャンズのプレイヤーだったレニー・バウムガルトナーが監督に就任し、その初年度に準優勝を遂げている。1997年に監督に就任したアンドレア・ガストンは2003年の優勝を含め、トップ10に6度もトロージャンズを導いた。
ジェニファー・ロサレス（英語版）は、入学初年の1998年にNCAA個人戦で優勝して以来、ミカエラ・パームリッド（英語版）が2003年、デビ・クレア・シェリフェル（英語版）が2006年に、アニー・パークが2013年に、ドリス・チェンが2014年にそれぞれ同タイトルを獲得した。
トロージャンズは2008年にニューメキシコ大学チャンピオンシップゴルフコース（6,424ヤード、パー72）で開催されたNCAA女子ゴルフ選手権で、UCLAに6打差をつけ2003年以来となる優勝を飾っている。2013年にはジョージア大学ゴルフコース（6,372ヤード、パー72）に開催された同選手権で、デューク大学に21打差をつけて優勝した。

### 女子漕艇
女子ボートチームは、USCボートハウスを本拠地としており、1970年代初期より活動をしている。ただし奨学金が提供されたのは、全米トップチームレベルとなった1998年のことである。代表チーム、ジュニア代表チーム、8つの初心者チームがあり、年間を通して海岸で練習に励んでいる。ジョージ・ジェンキンスは1994年から2002年まで監督を務め、その在任期間にトロージャンズ・ボートチームの名を全米に轟かせた。Kelly Babrajが2003年に監督に就任し、その夫Zenon Babrajも漕艇部長に就任した。
1998年のNCAA選手権でトロージャンズは、チーム史上初となる全米選手権で優勝を遂げている。

### 女子サッカー

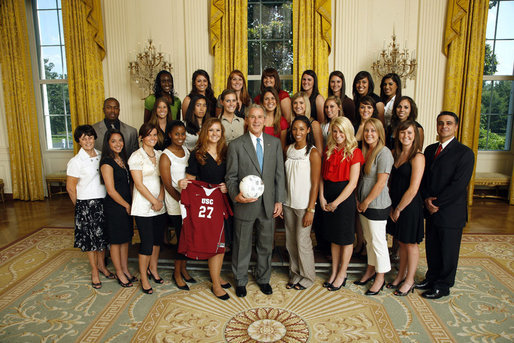
女子サッカーチーム（2008年6月、ホワイトハウスにて撮影）

女子サッカーチームは1993年に活動を開始し、マカリスターサッカー場を本拠地としている。創設当初の3シーズンはカレン・スタンレーが監督を務めた。1996年からはジム・ミリンダー（英語版）が監督を務め、NCAA選手権トーナメント出場を果たす。1998年にはPac10のタイトルを手中にしている。この時のメンバーであったイザベル・ハーベイは、1998年のPac10年間ベストプレーヤーに選出され、さらに2000年にはNCAAオールアメリカンにも選出されている。
これまでトロージャンズはNCAA選手権では2回戦を突破することができなかったが、2007年12月7日に開催されたNCAAカレッジカップ（英語版）において、第2シードのトロージャンズは第1シードのUCLAに2-1で勝利して、チーム史上初の決勝進出を果たした。続く12月9日にはフロリダ州立大学を2-0で破り、初の全米タイトルの栄誉に浴した。

### 男子競泳・飛込

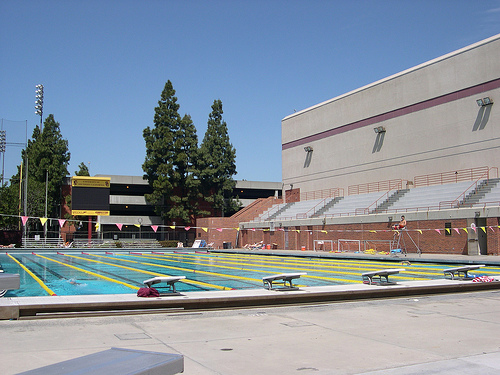
マクドナルド・オリンピック水泳競技場

1976年モントリオールオリンピックにおいて、トロージャンズの水泳選手は米国以外のどの国によりも多くの金メダルを、そして合計のメダル数でも多くのメダルを獲得し、その優位性を実証した。
USC男子水泳部は長年に渡りオリピック選手を輩出すること122回、そのうち金メダル38個、銀メダル23個、銅メダル18個を獲得した。金メダリストにはレニー・クレーゼルバーグ、ジョン・ネーバー、ブルース・ファーニス（英語版）、マレー・ローズ、ウサマ・メルーリらが名を連ねる。
1929年に水泳部チームが結成されて以来、トロージャンズはピーター・ダランド（英語版）監督の指導の下、9度のNCAA選手権者となっている。ダランドは1992年まで35年間の長きにわたって指導を続けた。5個の個人タイトルを獲得したエリック・ベント（英語版）の記録を含め、トロージャンズは110もの個人及びリレーでのタイトルを獲得し、562回もオールアメリカンに選出されている。またダランド監督の下、Pac10選手権で17回の優勝を誇り、勝率0.917という驚くべき数字を記録している。
ダランドの後任として、テキサス大学女子チームで2度の優勝経験を持つ、マーク・シュバート（英語版）が男女チーム監督兼任で着任した。シュバートは4度のオリンピックアメリカ代表水泳チーム監督も歴任している。シュバートが指導した14年間に、トロージャンズは12度もNCAAのトップ10入りを果たしている。2007年からはデーブ・サロ（英語版）が男女チームを指導している。

### 女子競泳・飛込

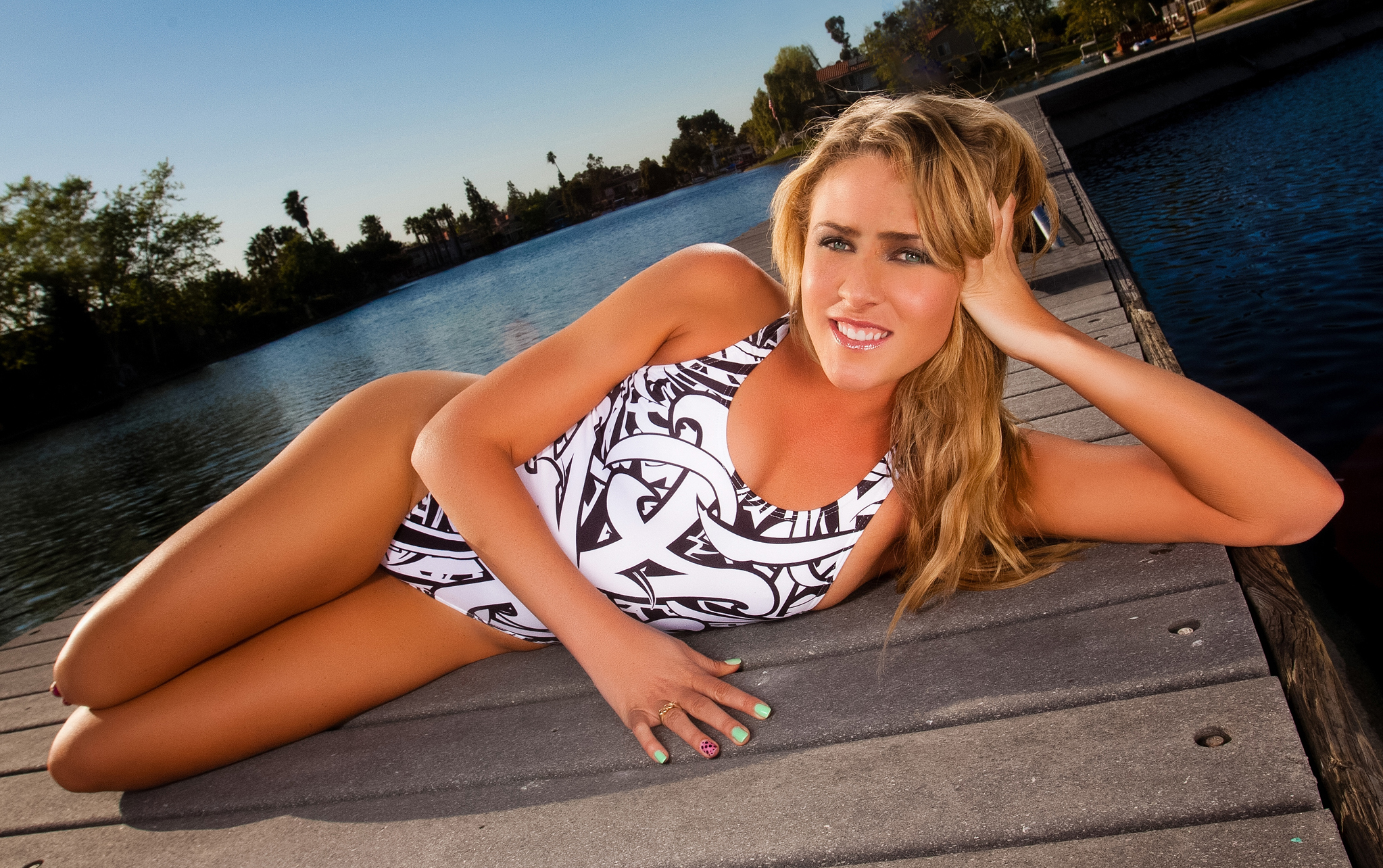
ケイトリン・サンデノ（2004年アテネオリンピック800m自由形リレー金メダリスト）

USCは男子水泳チームと同様に、女子チームにも水泳プログラムを構築している。トロージャンズは1997年のNCAAタイトルを含め、過去30年で25回も全米トップ10入りを果たし、233人ものオールアメリカンを輩出した。またカンファレンス選手権では、1979年、1980年、1982年そして1985年に優勝を果たしている。
トロージャンズ出身の著名選手として、マイケル・フォード（英語版）、Susan Habernigg（英語版）、シンシア・ウッドヘッド（英語版）、Sue Hinderaker、Debbie Rudd、カリン・ケラー（英語版）、Kristine Quance（英語版、NCAAタイトル獲得数 9）、リンゼイ・ベンコ（英語版、NCAAタイトル獲得数 5）、ケイトリン・サンデノ（英語版、2003年NCAAでタイトル獲得数 2）、レベッカ・ソニ（北京オリンピック・ロンドンオリンピック二大会連続200m平泳ぎ金メダリスト）そして飛込競技のブライズ・ハートリー（NCAAタイトル獲得数 5）らがいる。

### 男子テニス
1954年から1980年まで26年の長きに渡り監督としてトロージャンズ男子テニスチームを指導したのは、ジョージ・トウリー（英語版）である。その在任期間中は、NCAAタイトル獲得数10回、通算勝率は430勝92敗4分け（勝率0.921）を誇った。トウリーの後任はディック・リーチが務め、23年の在任期間中にNCAAタイトル獲得4度（1991年、1993年、1994年、2002年）を含む535勝133敗（勝率0.801）を挙げた。なかでも2002年のNCAAタイトルは、第11シードからの優勝で、NCAA選手権における最低シード記録でありシンデレラチームともてはやされた。リーチの後任として2003年シーズンから招聘されたのは、ピーター・スミスである。スミスはペパーダイン大学、カリフォルニア州立大学フレズノ校、カリフォルニア州立大学ロングビーチ校でテニス部監督を歴任した人物であり、トロージャンズを2009年からNCAA四連覇に導いた。
トロージャンズからはオールアメリカンに137人が選出され、プロ入りした選手も数知れない。スタン・スミス、ラファエル・オスナ、アレックス・オルメド、デニス・ラルストン、ボブ・ルッツ、ラウル・ラミレス、ブッチ・ウォルツ、ホアキン・ロヨ＝マヨなどは国際テニス殿堂入りを果たしている。2012年にスティーブ・ジョンソン（英語版）が男子シングルスで72連勝を記録し、2011年と2012年のNCAAタイトルを獲得した。

### 女子テニス

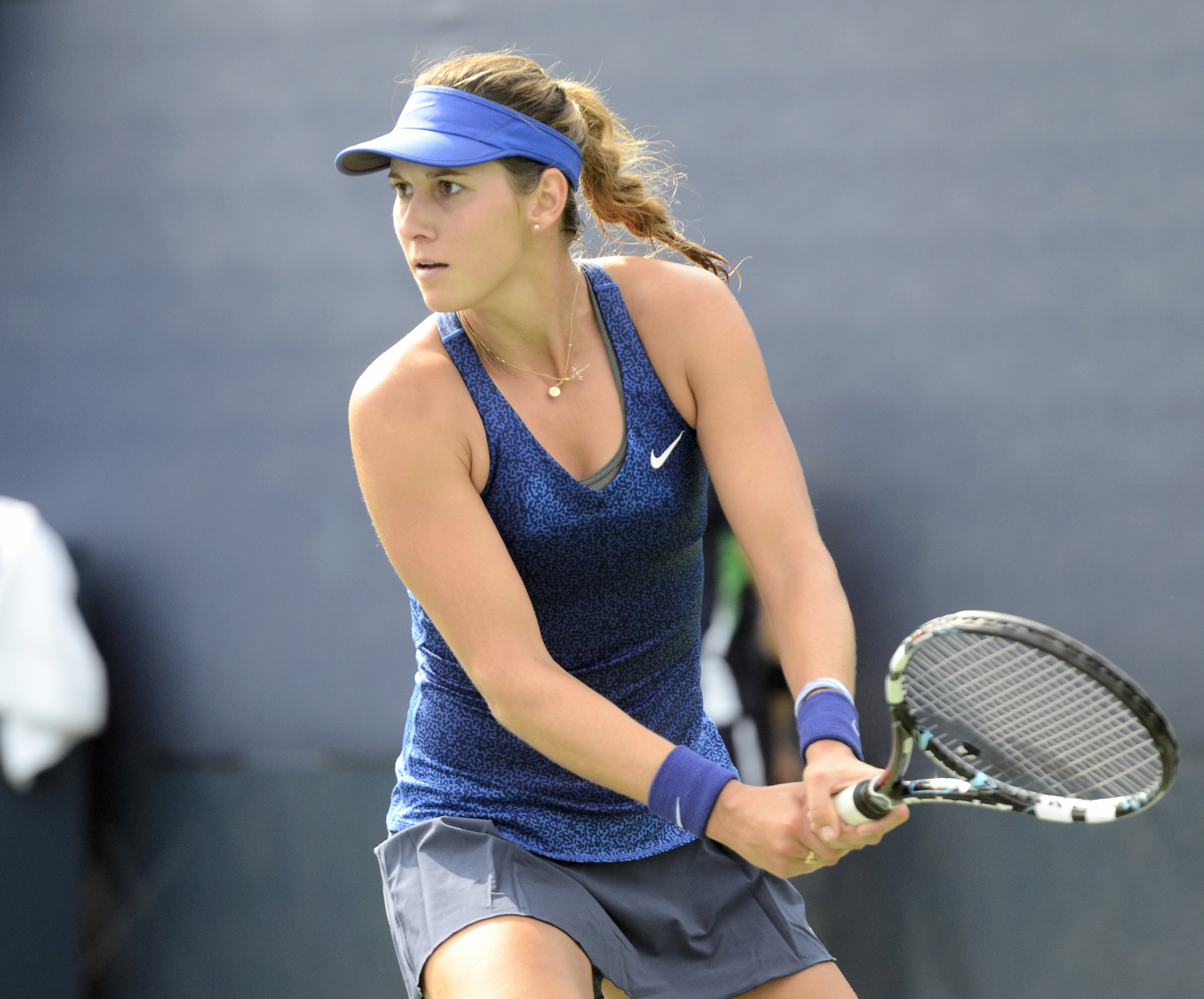
マリア・サンチェス

トロージャンズ女子テニスチームがNCAAチャンピオンタイトルを獲得したのは、すべて1974年から1988年まで監督を務めたデーブ・ボレリの下である。団体戦におけるボレリの記録は300勝43敗（勝率0.875）という驚異的な数字をマークしている。
トロージャンズは5度NCAAのシングルス個人タイトルとダブルスタイトルを手中にし、オールアメリカンに74回選出されている。著名選手としては、Barbara Hallquist（英語版）、Diane Desfor、Lea Antonopolis、レスリー・アレン（英語版）、Sheila McInerney、Stacy Margolin、トレイ・ルイス（英語版）、アンナ・マリア・フェルナンデス（英語版）、Cecelia Fernandez、Kelly Henry、ベス・ハー（英語版）、Caroline Kuhlman、Trisha Laux、Jewel Peterson、Lindsey Nelson、マリア・サンチェス（英語版）らがいる。
1989年からボレリの後任として、元トロージャンズであったシェリル・ウッズが監督を務め、さらに1996年からはリチャード・ガリアンが監督に就任した。ガリアンはペパーダイン大学で監督を務めていた人物で、1999-2001年、2003年及び2005年にNCAA選手権の準々決勝までトロージャンズを導き、2006年には準決勝まで駒を進めている。

### 男子陸上競技

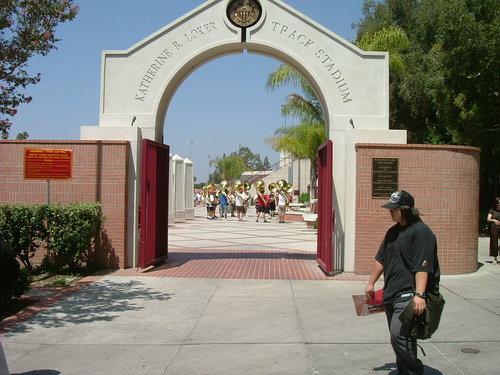
ロッカースタジアム

トロージャンズ男子陸上競技チームは、85年にわたるNCAA屋外陸上トラック競技において、1935年から43年までの9連覇を含む前例のない26回のタイトルを獲得した実績を有する。またPac-10カンファレンス（現在はPac-12）においては、1936年から55年まで15連覇を含む35回優勝を誇る。1900年の陸上競技チーム発足以来、団体戦での勝敗は410勝116敗4分け（勝率0.777）となっている。
歴代の著名な監督として、
- Dean Cromwell（英語版）- 在任期間:1909-48年、団体戦における勝敗 109勝48敗1分けをマーク。
- Jess Mortensen（英語版）- 11年の監督在任期間中に団体戦無敗でNCAAタイトル獲得7回。
- Vern Wolfe - 国内タイトル獲得7回で団体戦106勝17敗1分け（勝率0.859）。1984年シーズンを以て勇退。
- Jim Bush（英語版）- 長年ライバル校のUCLA監督を務め、UCLAを5度NCAAチャンピオンに導いた人物で、1991年にトロージャンズ監督に就任。1992年にはわずか6人のチームでNCAA3位に食い込んだ。
- Ron Allice - 元ロングビーチ市立大学監督で、カリフォルニア州のタイトルを11回獲得した指導者。男女陸上競技部プログラムを統合したチームを引き継いでいる。

らがいる。
トロージャンズから第二次世界大戦の英雄であるルイス・ザンペリーニを含め、約60人もの花形ランナーたちが88種目でオリンピック出場を果たしており、個人種目で26回、リレー種目で8回金メダルに輝いている。主な金メダリストとして、ランディ・ウィリアムズ（走幅跳）、ボブ・シーグレン（棒高跳）、チャールズ・パドック（短距離走）、クインシー・ワッツ（同）、フェリックス・サンチェス（障害走）らがいる。
1912年から61人のトラック競技者が世界新記録もしくは世界タイ記録をマークし、110のNCAA個人タイトル・リレータイトルを獲得してきた。また長距離走においても、トロージャンから9人のオリンピアンやNCAAタイトル獲得者を輩出している。

### 女子陸上競技・クロスカントリー

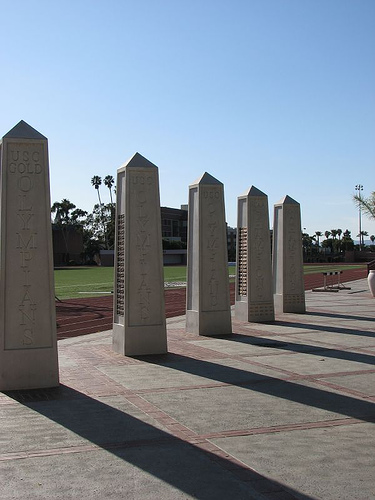
全米選手権者及びオリンピックチャンピオンのモニュメント（ロッカースタジアム内）

USC女子陸上競技チームプログラムは米国内の最上級のひとつへと発展してきた。2001年のNCAA初タイトルを含め、NCAAのトップ10に入ったことが12度を誇っている。すなわち1987年に3位、1986年7位（Pac-10タイトルを奪取している）、1998年5位、1999年3位（トップのチームと僅か4ポイント差）、2000年2位（同）、2002年3位、2005年7位、そして2006年2位（NCAA西地区タイトルを奪取）などである。
2014年にはマウンテン・パシフィック・スポーツフェデレーション（英語版）の室内陸上タイトルを制覇した。
トロージャンズ女子陸上チームの栄光の歴史は、シェリー・カルバート（英語版）の監督在任時から始まる。カルバートは現役当時は同じUSCの選手として活躍し、オールアメリカンに選出されること4度。そして1972年と1976年の夏季オリンピックに出場したやり投のアスリートであったが、1983年までの在任期間中に学生に新たなプログラムを採用した。1984年からはフレッド・ラパンテ、1992年から94年まではバーバラ・エドモンソンが指導に当たった。1995年からは前述のごとく、Ron Alliceが男女両チームを指導する方式となっている。
トロージャンズは多数の著名陸上アスリートを輩出してきた。パトリシア・ジョンソン（英語版）は100mハードルで国内大会タイトルをとり、ケリー・ベルは七種競技においてオールアメリカンに3度選出されている。1988年のNCAA七種競技選手権者であるウェンディ・ブラウン（英語版）とYvette BatesはUSC在学中に三段跳において世界記録を更新している。アシュレー・セルマンは1990年のNCAAやり投の選手権者となっている。アンジェラ・ウィリアムズ（英語版）は1999年からNCAAにおいて100m走のタイトルを四連覇した。これは男女を問わず史上初の快記録である。ナターシャ・ダンバースは2000年のNCAA400mハードルで勝利し、リレーチームが1987年に1600mリレーで、2000年には400mリレーでそれぞれ栄冠を手にしている。2001年のNCAAにおいては、Brigita Langerholc（英語版）が800m走で、Inga Stasiulionyte（英語版）がやり投でそれぞれタイトルを手にしている。ナターシャ・マイヤーズは2002年のNCAA200m走に勝ち、バージニア・パウエル（英語版）は2005年、2006年の屋外および室内の障害走で勝利している。このうち屋外での記録は大学生新記録であった。
またトロージャンズは秋になると、Tom Walsh監督の下で、クロスカントリー競技に励んでいる。

### 男子水球

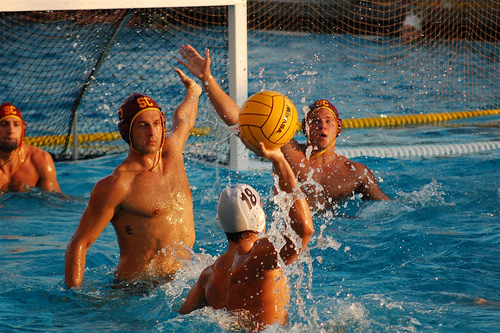
男子水球チーム

1922年のチーム開設以来トロージャンズは、カンファレンスチャンピオン15回奪取を含めて通算成績1191勝511敗8分け（勝率0.699）をあげてきた。
1973年から1998年まで長きにわたり監督を務めたジョン・ウィリアムズの下で、トロージャンズの名声は全国的に高まった。ウィリアムズ在任期間中、22年間は全米トップ7に食い込んでいる。このうち、1998年にはNCAAタイトル獲得、1987年・1993年・1994年・1996年と1997年にはNCAA準優勝を果たした。
1995年からウィリアムズと共同監督を務めたJovan Vavicは、2003年・2005年・2008-2013年にNCAAタイトルの栄に浴した。2011年には史上初の四連覇達成、2012年にはホームのウイテングスで、UCLAを破り五連覇を達成。2013年シーズンには前人未踏の六連覇を達成している。
17人のトロージャン水球チームメンバーがオリンピック出場を果たし、140回もオールアメリカンに選出されてきた。歴代の著名な選手をあげると、ロナルド・セベラ（英語版）、ウォレス・ウルフ（英語版）、チャック・ビティック（英語版）、Greg Fink、Greg Fults、Zach Stimson、Craig Furniss、Charles Harris、Robert Lynn、Drew Netherton、Hrvoje Cizmic、Marko Zagar、Simun Cimerman、Marko Pintaric、George Csaszar、Pedraj Damjanov、Bozidar Damjanovicそしてユライ・ザトヴィッチ（英語版）らである。ザトヴィッチは2005年に年間全米ベストプレーヤーとしてトロージャンズ男子史上初のPeter J. Cutino Award（英語版）を受賞している。

### 女子水球

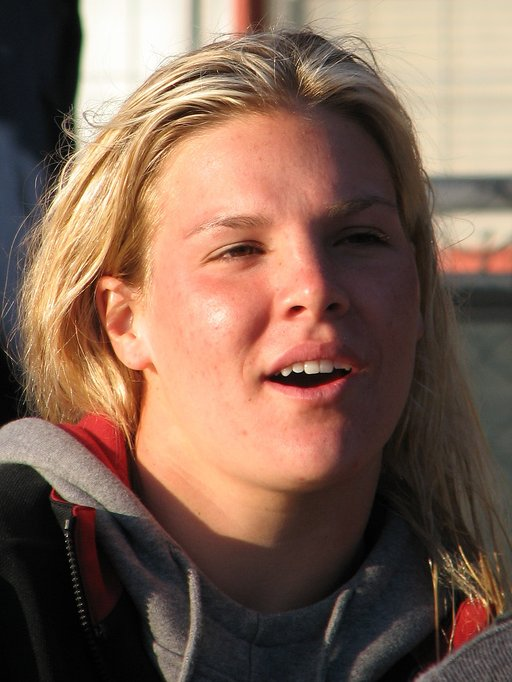
カミ・クレイグ（ロンドンオリンピック金メダリスト）

トロージャン女子水球チームは、Jovan Vavic監督（前出）の下に1995年に創立された。創部5年目の1999年、全米選手権決勝でスタンフォード大学と死闘を演じ、5回の延長の末に勝利した。この勝利の立役者はゴールキーパーのバーニス・オーウィグ（英語版）で、この年の年間全米プレーヤーに選出され、新設されたPeter J. Cutino Award（英語版）の受賞者となった。さらに翌年のシドニーオリンピックでは銀メダルの栄に浴している。翌2000年には全米トーナメントで2位となり、2004年には、モリア・ファンノーマン（英語版）の活躍でシーズン29連勝を果たしてNCAAタイトルを奪取している。ファンノーマンはこの年の年間全米プレーヤーに選出されPeter J. Cutino Awardを受賞している。2005年のNCAAでは3位、2006年・2008年・2009年には準優勝している。
著名なプレーヤーとしてオーウィグ、ファンノーマンに加えて、Aniko Pelle（英語版）、2000年全米プレーヤーに選出）、Nina Wengst、Sofia Konukh（英語版、シドニーオリンピック銅メダリスト）、Katrin Dierolf、Kelly Graff、ローレン・ベンゲル（英語版、2006年全米プレーヤーでロンドンオリンピック金メダリスト）そしてブリタニー・ヘイズ（英語版、北京オリンピック銀メダリスト）らがいる。
ヘイズに加えてトロージャン出身のErika Figge（英語版）、Patty Cardenas（英語版）、Kami Craig（英語版）らは合衆国水球女子代表としても活躍した。一方、Anna PardoとEszter Gyoriはそれぞれ出身国のスペイン及びチェコ代表として活躍した。
2010年5月16日、サンディエゴ州立大学キャンパス内のアズテック・アクアプレックスで行われた2010年NCAA全米選手権でスタンフォード大学を10-9で破り、通算三度目のNCAAタイトルを奪取。2013年5月12日には、同じくスタンフォード大に10-9で勝利し通算四度目のNCAAタイトルに輝いた。

### その他
その他の強化代表チームとして、女子ビーチバレーチーム及び女子ラクロスチームがある。

## 非強化競技チーム

### ラグビー
トロージャンラグビーフットボールクラブは、マウンテン・ウエスト・カンファレンスの大学ラグビー1部で活躍している。ラグビークラブはUSCで最も古いスポーツクラブの一つであり、非強化代表チームの中では唯一USCから表彰された実績を持つ。

## トロフィー

### ビクトリー・ベル

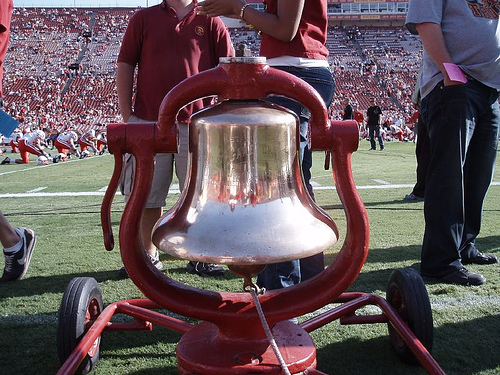
ビクトリー・ベル（トロージャンズカラー）

ビクトリー・ベルは、毎年開催されるUSCトロージャンズとUCLAブルーインズのアメリカンフットボールライバル対抗戦（クロスタウンシリーズと称する）に勝利したチームに寄贈される優勝トロフィー（賞品）である。勝利チームはベルを翌年の対抗戦まで保管し、ベルを搭載している台車部分をスクールカラーに塗装している。すなわちトロージャンズなら深紅、ブルーインズなら青色である。
ベルの重量は295ポンド（約133.8kg）もあり、サザン・パシフィック鉄道の機関車から取られたものである。もともとはUCLA同窓会からUCLAの学生組織へのプレゼント品であり、ブルーインズが得点するたびにチアリーダーたちが打ち鳴らしたと言われる。
ロサンゼルス・メモリアル・コロシアムがUCA・UCLA双方のホームグラウンドであった1941年のシーズン開幕戦において、ブルーインズの応援席に潜入したUCAの友愛会（英語版）のメンバーにより、ビクトリー・ベルが持ち去られる事件が発生した。UCLA学生団体は行方を追ったが、1年以上見つからなかった。次第に両校の学生による悪戯合戦がエスカレートしていき緊張が高まった。ついにはUSC学長によるライバル校対決廃止論まで飛び出した。1942年11月12日、両者による妥協が成立し、トミー・トロージャン聖像（英語版）の前で調印式が行われた。これによれば、USCがビクトリー・ベルを保有した年は、ファンのためにトゥルースデイル・パークウェイの沿道に設置し、試合開始前にコロシアムへ「トロージャン・ウォーク」として運ばれることになった。ローズボウルで両者が対戦しているゲーム中は、第3クォーター終了までフィールドの端にビクトリー・ベルをおき、トロージャンスが得点するたびにベルを打ち鳴らしている。
トロージャンズはこれまでのクロスタウンシリーズ通算で46勝28敗7分けとリードしている。

### ジュエルド・シレーラ

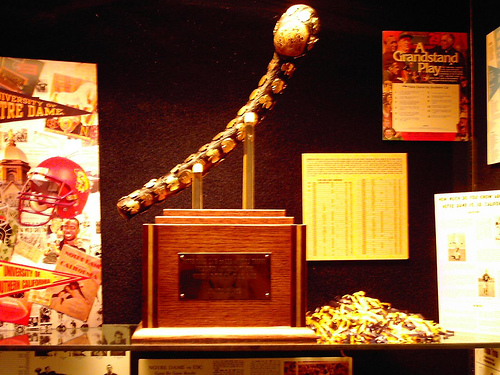
ジュエルド・シレーラ

樫またはスピノサスモモの苗木で作られ、アイルランドのゲール戦争の武器であったシレーラ（英語版）は、USCトロージャンズ対ノートルダム大学ファイティング・アイリッシュ（英語版）とのアメリカン・フットボールライバル校対決の優勝トロフィー（賞品）である。ビクトリー・ベル同様に、毎年恒例の対抗戦勝者は翌年の同大会までシレーラの保有が認められる。トロージャンズが勝利した際には、ルビーで飾られたトロージャンとゲームスコアが刻まれ、同様にファイティング・アイリッシュが勝利した際にはエメラルドを鏤めたシャムロックとゲームスコアが追加されていく。
このシレーラは優勝トロフィーとして1952年に在ロサンゼルスのノートルダム大学同窓会から寄贈されたもので、"From the Emerald Isle"（英語版）と刻まれている。
シレーラは2本あり、初代のシレーラは1989年に使い切って、現在はノートルダム大学に常設展示されている。現在のシレーラは2代目で1990年から使用開始され、初代より少し長めに作られている。シレーラには43個のシャムロックと33個のトロージャン、そして5個のシャムロックとトロージャンを組み合わせたマークが刻まれている。

### ゴーントレット・トロフィー

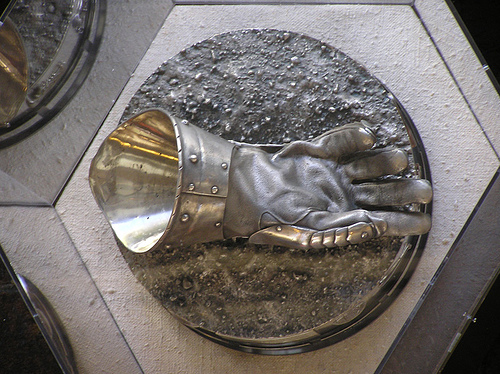
ゴーントレット・トロフィー

2001年からレクサスは、USCトロージャンズとUCLAブルーインズの1年間に及ぶあらゆる種目のスポーツ直接対決に対して、勝者をポイント制で決めるレクサス・ゴーントレット（英語版））を開始した。2009年にレクサスとのスポサー契約が終了し、レクサス・ゴーントレットは終了したが、両校は終了後もポイント集計を続けた。2013年からは南カリフォルニアBMWがスポンサーとなり、サウスカリフォルニアBMWクロスタウンカップ（SoCal BMW Crosstown Cup）に衣替えとなった。
ゴーントレット・トロフィーが制定された初年度の2001-02シーズンをトロージャンズが制覇し、その後も2003-04、2005-06そして2007-08から直近の2013-14シーズンまで七連覇している。

## 競技施設
USCはホームの施設として多数の競技施設を有している。たとえば世界的に有名なロサンゼルス・メモリアル・コロシアム、最高水準のガレン・センターなどであるが、キャンパス内の他施設として、マクドナルドオリンピック水泳競技場（1984年に開催されたロサンゼルスオリンピックの水泳競技実施会場）、デイビッド・X・マークス テニス競技場、クロムウェル陸上競技場（キャサリン・B・ロッカー陸上競技場を含む）、マックアリスターサッカー場、ジョンソンファミリーゴルフ練習場、1500席を有するリヨンセンター、ハワード・ジョーンズフィールド、アメリカンフットボール練習場、そして1000席のUSC体育ビルなどがある。
キャンパス外の施設としては、女子ボートチームがUSCボートハウスからロサンゼルス港を練習場としている。

### メモリアル・コロシアム

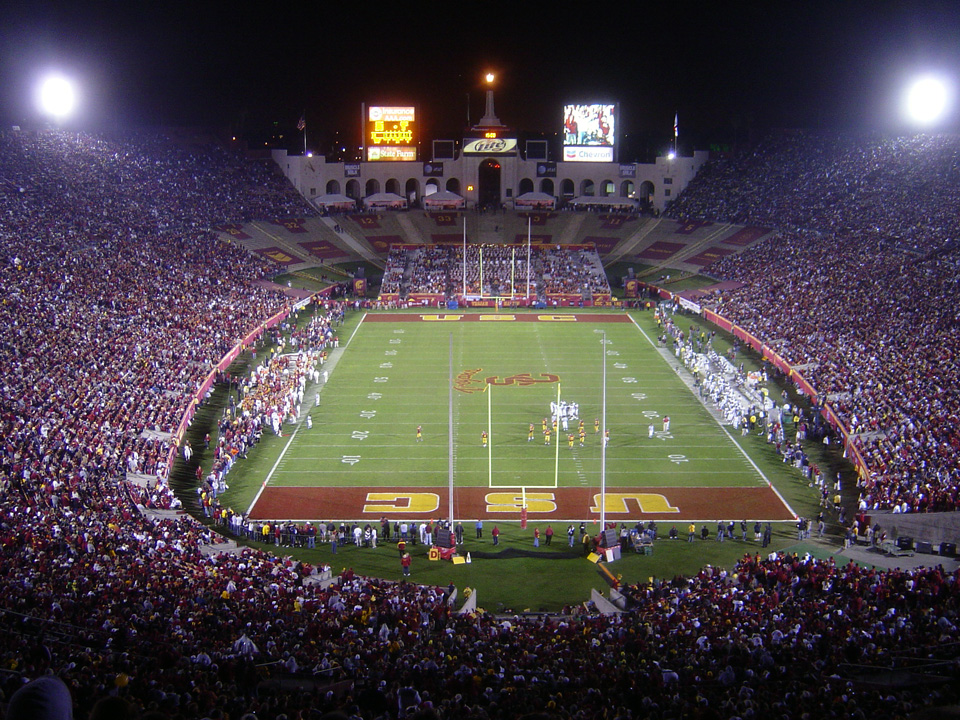
メモリアル・コロシアム

ロサンゼルス・メモリアル・コロシアムは、アメリカ合衆国内の巨大な競技場の一つとして数えられている。USCは1923年の設立以来、このスタジアムをアメリカンフットボールのホームスタジアムとして使用してきた。その初戦は、1923年10月6日に行われたポモナ大学（英語版）戦で、23-7でトロージャンズに凱歌が上がっている。コロシアムは1932年ロサンゼルスオリンピックにおいては開会式と閉会式が行われ、1984年ロサンゼルスオリンピックでは陸上競技が開催された。
長年のコロシアムの歴史を見ると、トロージャンズの他にも多くのスポーツチームがメモリアルコロシアムを本拠地としてきた。UCLAブルーインズ（フットボールチーム）、ロサンゼルス・チャージャーズ、ロサンゼルス・ラムズ、ロサンゼルス・レイダース、ロサンゼルス・ドジャースなどである。またスポーツイベントの他にも、コンサートや走行会、自転車競技レースなどに使用されている。現在の収容人員は93,607席でほとんどが背凭れ付きの座席である。ハウスミュージアムやロサンゼルス・メモリアル・スポーツ・アリーナがあるエキスポジション・パーク（英語版）内に位置し、敷地面積は17エーカー（69,000m2）の広さである。

### ガレン・センター

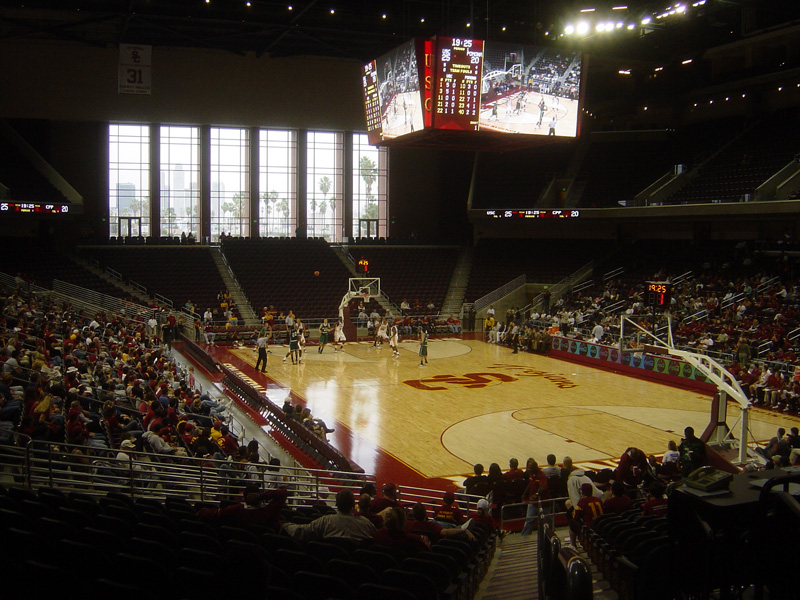
ガレン・センター内観

トロージャンズバスケットボールチームとバレーボールチームの本拠地である、ガレン・センターは2006年9月に供用を開始した。エキスポジション・パーク内のジェファーソン大通りとフィゲロア通りの交差点南東に位置しており、トミー・トロージャン聖像の建屋にほど近い。
施設の敷地面積は、23,700m2あり、メインアリーナ（4,200m2）、三つの練習用コートや事務所棟などならなる。メインアリーナの収容人員は10,258席である（22席のスイート席を含む）。

### キャサリン・B・ロッカー陸上競技場
収容人員4,500人のキャサリン・B・ロッカー陸上競技場は2001年に竣工し、同年5月5日にトロージャンズ（陸上競技チーム）対ブルーインズの団体戦がこけら落としとして開催され、トロージャンズに凱歌が上がった。施設はトラック、ロッカールーム、選手用ラウンジ、家族用ラウンジ、メディア用設備、最先端の医療用施設、多目的会議室などからなっている。フィールド部分はNCAAタイトル奪取12回、伝説の名将ディーン・クロムウェル（英語版）の名を取り、ディーン・クロムウェルフィールドとも呼ばれている。
施設の入口はNCAAタイトル獲得者やオリンピックチャンピオンに対する賛辞の証として、「ルイス・ザンペリーニプラザ」と呼ばれている。
クロムウェルフィールドは1984年ロサンゼルスオリンピック開催時には、練習場及びウォームアップ用として使用するため、1983年に全面改装されている。トラック部分を改装するだけでなく、走高跳エリアを拡大し、新たな砂を投入すると共に排水設備を新設している。
キャサリン・B・ロッカー陸上競技場は、2003年のPac-10選手権のメイン会場となり、1986年以来初となるUSC主催のカンファレンス会議が開催されている。

### ウイテングス・アクアティックスセンター
ウイテングス・アクアティックスセンター（旧施設名: マクドナルドオリンピック水泳競技場）はUSCキャンパス内に存する屋外水泳場である。施設は長水路用（50m×25m）プールと高飛び込みにも使用可能なタワー付きのプール（25m×25m）の二つからなる。本施設はUSCトロージャンズ水泳チームがホームグラウンドとして使用している。
元々はロサンゼルスオリンピック水泳競技用施設として建設されたもので、1983年6月に開場した。建設費の調達にあたってはマクドナルドがメインスポンサーとなったことから、設立後29年間は「マクドナルドオリンピック水泳競技場」と呼ばれていた。1984年のオリンピックでは競泳、飛込およびアーティスティックスイミングの競技会場として使用された。水球競技については、別会場であるマリブのローリー・ランネル・メモリアルプール（英語版）が使用されている。大会競技期間中は臨時に二つのプールの周りに観客席が設営されていたが、大会終了後には撤去された。跡地の一部には1989年にリヨン・センターが建設された。
本施設は1984年以来多くの全米競技大会で使用された実績を有する。1991年の全米水泳選手権（英語版）、全米オリンピックフェスティバル（英語版）、1993年の全米飛び込み選手権、2002年のNCAA女子水球選手権（2014年にも開催が予定されている）、2012年のNCAA男子水球選手権などである。
本施設は改築の為2013年に閉鎖され、2014年に現在の施設名である「ウイテングス・アクアティックスセンター」としてリニューアルオープンした。この名称は改装に際して、800万USドルを寄付したUSCOBのウィルフレッド・ウイテングス（アラスカ・ミルク・コーポレーション（英語版）CEO）の名に因む。プール部分は、元水泳チーム監督のピーター・ダランド（英語版）の名に因みダランドプールと呼び、高飛び込み用タワー部分はサミー・リー（英語版、ロンドンオリンピック・ヘルシンキオリンピック金メダリスト）の名に因みサミーリータワーと呼称されている。

### ディドー・フィールド

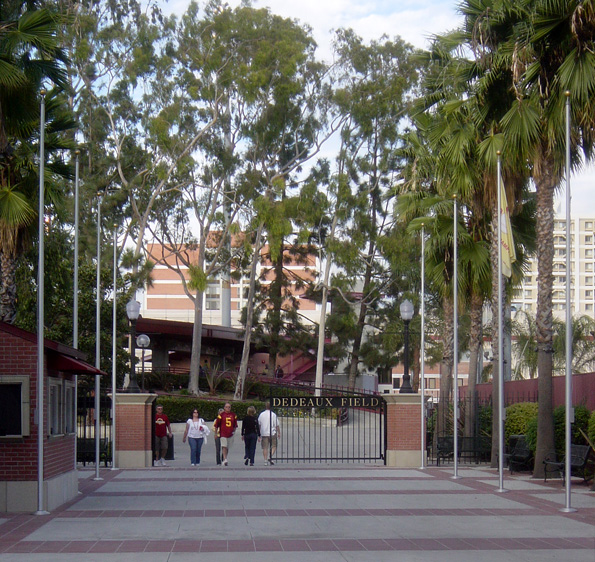
ディドー・フィールドの入口

1970年3月30日にオープンしたディドー・フィールドはUSC野球チームのホームスタジアムであり、壮大なプロジェクトにより改装が施され2002年シーズン前に完工した。このプロジェクトに要した改装費は400万USドルで、一塁側に新たなクラブハウスと選手用ラウンジ、スタッフ用事務所、USC野球殿堂などが建設された。トロージャンOBのマーク・プライアーの両親の名に因むとされるプライアープラザも一塁側に位置し、トロージャンズで活躍しオールアメリカンに選出された選手やMLBで活躍した選手などを顕彰している。
新たな観客席が一塁側に新設され、球場の収容人員は2,500人へと増加し、両翼335フィート（102m）中堅395フィート（120.4m）の規模を有している。球場は天然芝で、外野フェンスの高さは10フィート（3.05m）である。

### デイビッド・X・マークス テニス競技場

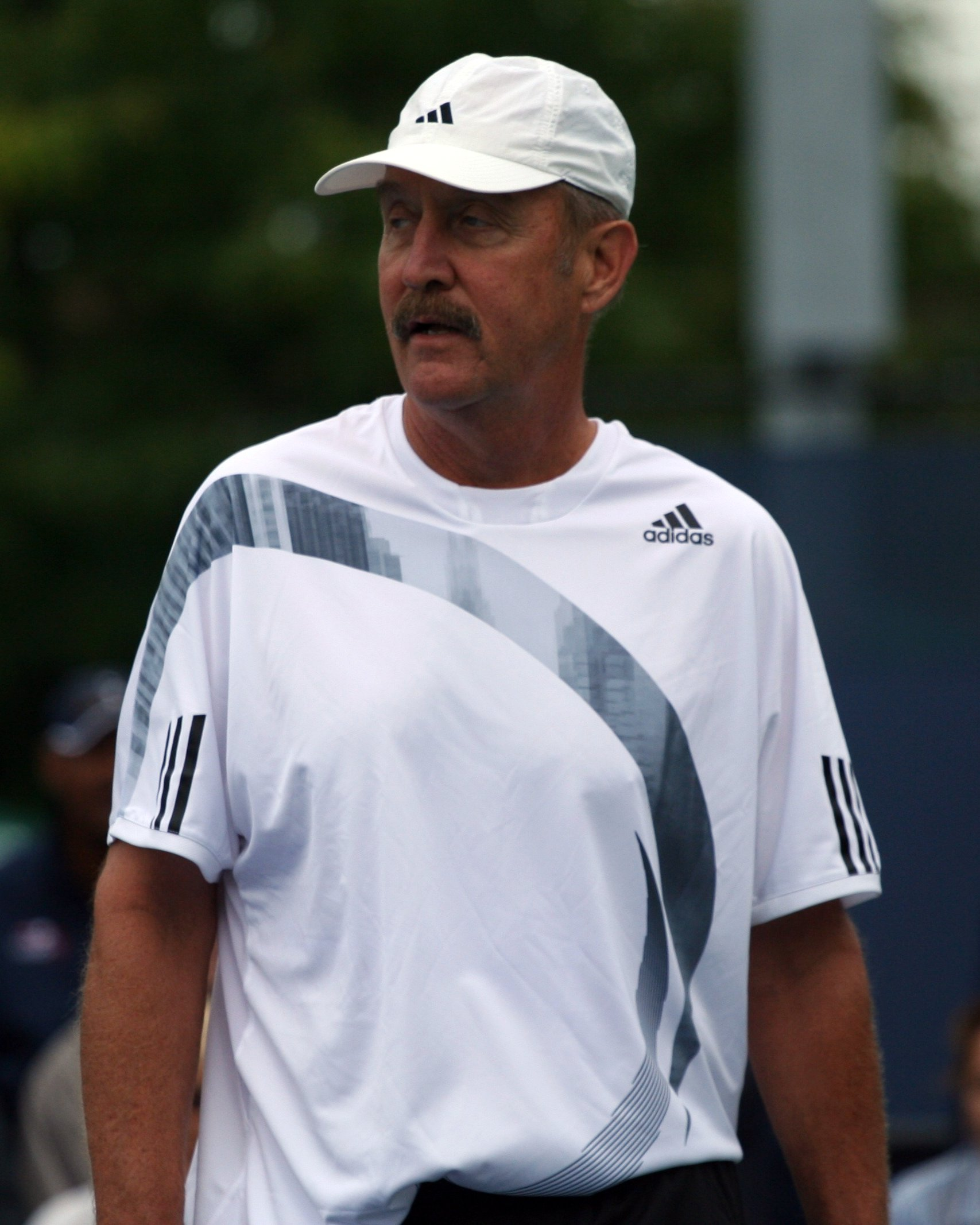
USCに自らの名を冠したコートがあるスタン・スミス

USCキャンパスに所在するデイビッド・X・マークス テニス競技場は、新たなそして待望の設備が加わって、米国内で最も近代的な大学テニスの施設となった。2004年3月に30万USドルの費用をかけたダクトロニクス社製LEDスクリーンスコアボードが追加され、観客はいずれの席からも試合を追跡できるようになった。またインターネットライブストリーミング配信も可能になり、自宅にいながらでも観戦できるシステムとなった。
本施設は2002年夏に改装された。ベースライン上の観客席が新たに700席の背凭れ付きシートに更新され、五つのコートすべてが再塗装され、ラインが再敷設されている。収容人数は1000席となっている。五つのハードコートのうち、二つはトロージャンズOBでウィンブルドンシングルス覇者であるアレックス・オルメドとスタン・スミスの名が冠されている。センターコートには四大国際大会ダブルス覇者の13人の名がついている。オルメドとスミスの他に、バイロン・ブラック、ボブ・ファルケンバーグ、ルーク・ジャンセン（英語版）、マーフィー・ジャンセン（英語版）、リック・リーチ、ボブ・ルッツ（英語版）、ジーン・マコ、ラファエル・オスナ、デニス・ラルストン、ラウル・ラミレスそしてテッド・シュローダーである。
本競技場の下部には、Leonard Andrewsラウンジと喫茶室、そしてロッカー室が設置されている。ロッカー室はDiversified Development社のJohn KatnikとMichelle Katnikによる豪華なプレゼントとして最近改装されている。各々のロッカー室には、最近のカンファレンス選手権のトロフィーが展示されており、殿堂の内壁には過去の選手権優勝者などが掲示されている。競技場の入口には、男子が全米選手権を制覇した年（16回）と、同じく女子の制覇年（7回）の一覧がある。
競技場が開設された1973年には、こけら落としとしてオルメドやスミスらがエキシビションマッチを行った。1974年の男子NCAA選手権は本競技場で開催されており、この時はトロージャンズが準優勝を遂げている。

### ノーマン・メルル競技場
ノーマン・メルル競技場は2013年3月7日にUSCキャンパス内に開場したビーチバレーボール用の競技場で、最先端の技術を用いている。ガレン・センターに隣接して建設されており、ロサンゼルス中心部にワールドクラスのビーチバレーボール競技場を提供している。

### ジョン・マッケイセンター
トロージャンズアメリカンフットボールチーム伝説の監督ジョン・マッケイ（英語版）に因んで命名されたジョン・マッケイセンターは、フットボールプログラムの総本山である。開場は2012年で、総工費7,000万USドル、延床面積は110,000平方フィート（約10,220m2）。USCキャンパス内のヘリテージホール、ガレン・センター及びBrian Kennedy and Howard Jonesフィールドに隣接している。このビルにはスティーブンス・アカデミックセンター（学生アスリート向けの個人指導、カウンセリング、研究、コンピュータ室）だけでなく、会議室、監督・コーチの執務室、ロッカー室、トレーニングルーム、強化代表チームアスリート向けの最先端のデジタルメディア設備が備えられている。
ジョン・マッケイセンターの目玉施設は、パーカー・ヒューアトリウムと命名されている中庭に建てられた2階建てのビデオボードで、6面のスクリーンでテレビやプロモーションビデオを映すことができる。
- 地階（延床面積 60万平方フィート）- ウェイトルーム、トレーニングルーム、ロッカー室、選手用のラウンジ
- 1階（延床面積 25万平方フィート）- スティーブンス・アカデミックセンター、受付、パーカー・ヒューアトリウム
- 2階（延床面積 25万平方フィート）- 監督・コーチの執務室、会議室、テラス、デジタルメディア設備

## 応援歌

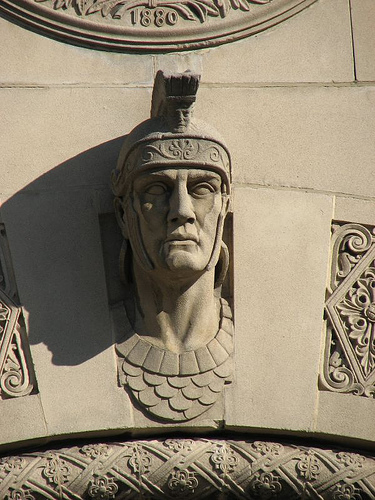
USC体育ビルのトロージャン首像

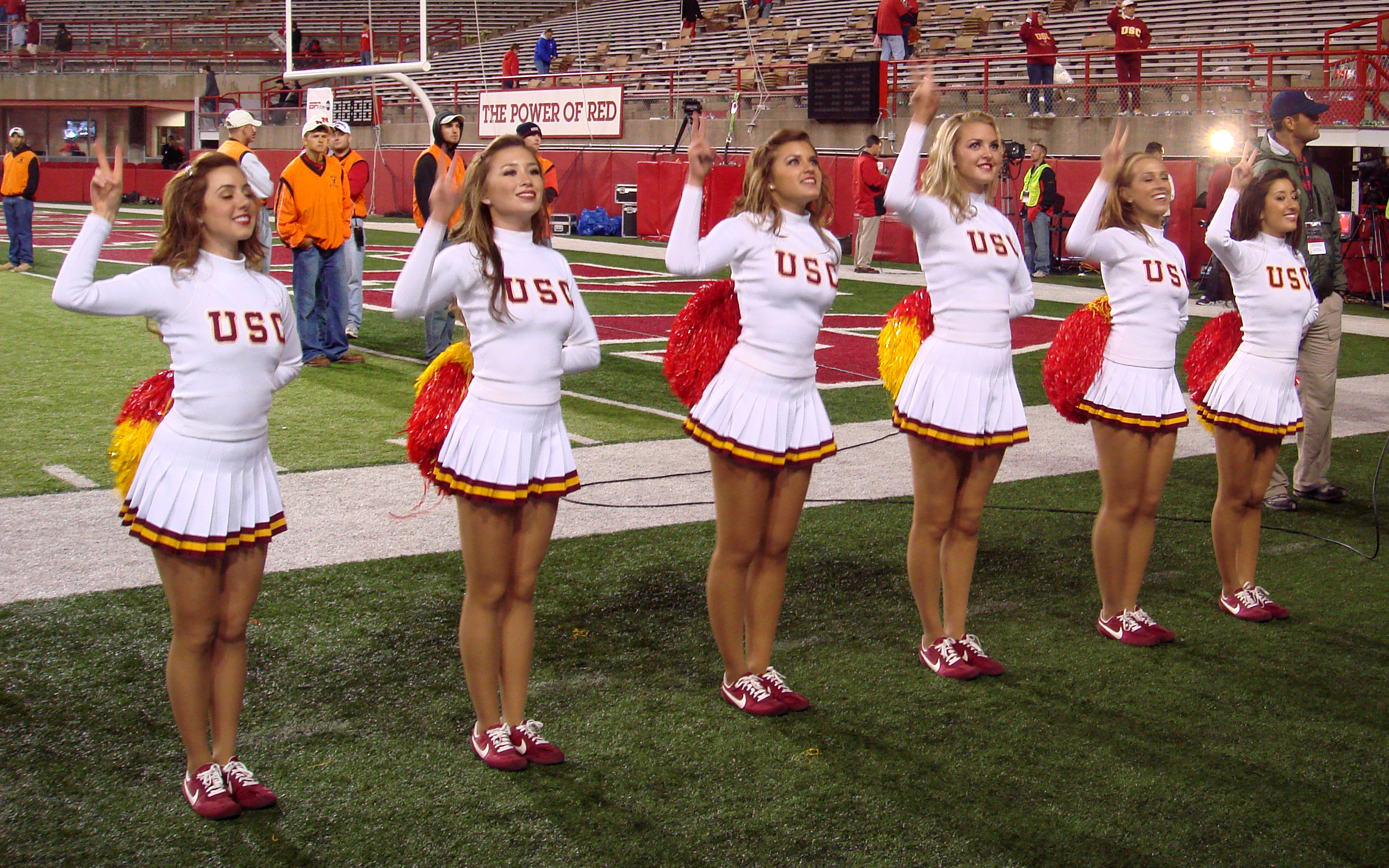
チアリーダー

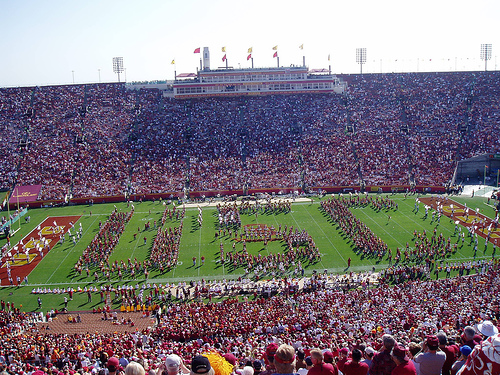
試合前のマーチングバンド（2006年）

### Fight On
USC応援歌である「Fight On」は、アメリカンフットボールの試合において、ファーストダウンを獲得したり、タッチダウンを奪った時に演奏される。この曲は1922年にUSC歯学部の学生であったミロ・スイートにより作曲、同時にスイートとグレン・グラントにより作詞されており、トロージャン精神注入の第一歩とされている。
USC以外でも数多くの演奏家によるレコーディングや映画でも使用されてきた。また第二次世界大戦の太平洋戦域に展開した機動部隊でもこの「Fight On」が採用されていた。

### All Hail
（歌詞）
"All Hail to Alma Mater
To thy glory we sing;
All Hail to Southern California
Loud let thy praises ring;
Where Western sky meets Western sea
Our college stands in majesty;
Sing our love to Alma Mater,
Hail, all hail to thee!"
All Hail to Alma Mater（万歳! 我が母校…）で始まるこの曲は、後に体育広報局長を務めたアル・ウェッソンにより作詞・作曲された。アルは当時マーチングバンドのメンバーであったが、1923年のキャンパスショーのフィナーレ用として作成している。

### Conquest
USCに関連するもう一つの有名な曲として、アルフレッド・ニューマン作曲のマーチ「Conquest」（「征服」の意）がある。あらゆるスポーツイベントでトロージャンズが勝利した場合に演奏され、アメリカンフットボールの試合ではトロージャンズに得点が入るごとに演奏されている。1947年の映画「征服への道 」（原題:Captain from Castile ）の楽譜から取られたこの曲は、1954年のバスケットボール、対オレゴン州立大学戦で採用されて以来、伝統の代名詞となった。ニューマンは当時20世紀フォックスの映画監督であったが、この曲をUSCへの永遠の贈り物として提供した。

### その他
その他アメリカンフットボールの試合において演奏される楽曲を紹介しておく。
- 「Tribute To Troy」- トロージャンズディフェンスチームが対戦相手の攻撃を止めた場合にこの小節が繰り返し演奏される。太鼓を打ち鳴らしホルンを鳴り響かす。
- 「Fanfare」- 「Tribute To Troy」のイントロで、マーチングバンドが競技場内に入場している際に使用される。
- 「オール・ライト・ナウ」- ターンオーバーがあった際に演奏される。
- 「地獄へ道づれ」（クイーンの楽曲）- 相手チームのQBをサックした際に演奏される。
- 「ウィリアム・テル序曲」- 第4クォーター開始時に演奏される。
- 「インペリアル・マーチ」（スター・ウォーズのダース・ベイダーのテーマ）- トロージャンズの重大な反則行為で、審判がペナルティ・フラッグを投げ入れた際に演奏される。
- 「タスク」（フリートウッド・マックの楽曲）- ブルーインズとの対戦の第4クォーターでブルーインズ攻撃中に演奏される。トロージャンズのファンはこれに合わせて「UCLA-suck!」（UCLAのQBをサックしろ）と斉唱する。
- 「レヴェルズ」（アヴィーチーの楽曲）- 相手のチーム攻撃中に、相手チームが重大な反則行為を犯した際にバンドが演奏する。

## マスコット

### 初代 - ジョージ・タイヤバイター
ジョージ・タイヤバイターは1940年代にUSCのマスコット犬に名付けられた名である。初めは非公式マスコットであったが、1947年10月22日に公式マスコットに昇格した。1950年に初代タイヤバイターは死去したが、ニックネームは後継者の犬に引き継がれた。初代タイヤバイターは全国的な名士として知られ、皆によく愛された犬であった。アメリカンフットボールのホームゲームではマーチングバンドを先導したり、装甲車に乗り込むことさえあった。タイヤバイターは過去に何度も誘拐され、もしくは誘拐騒ぎを引き起こしている。犯人と目されたのはUSCのライバル校UCLAの関係者であったり、USCの学生活動家であったりと様々である。タイヤバイターの系譜は1961年まで続いたが、2代目マスコットであるトラベラーにその座を譲った。トラベラーはアンダルシア産馬でトロイの戦士が騎乗し、USCのホームゲームや様々なイベントに登場した。

### 二代目 - トラベラー

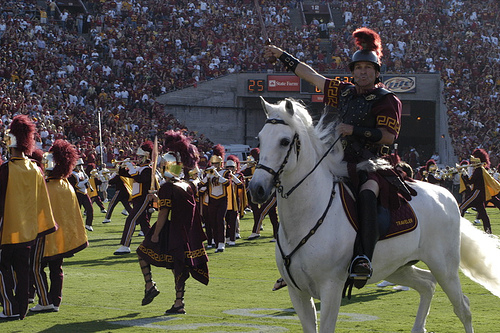
アメリカンフットボールの試合中、サイドライン際に控えるトラベラー

トラベラーは、USCの公式マスコットの馬である。名前は南北戦争における南部連合の英雄ロバート・E・リーの愛馬「トラベラー」に因んでいる。トラベラーはロサンゼルス・メモリアル・コロシアムで行われるアメリカンフットボールのUSCホームゲームに出現するだけでなく、ローズ・パレードのような様々な屋外イベントにも参加している。
現在のトラベラーは7代目にあたる。webサイトではトラベラーは純白として描かれているが、歴代のトラベラーは純白ではなく芦毛で、白く染められていたものが多い。これは純白の馬が非常に稀なためである。トラベラーを操る騎手はしばしばUSCの聖像として名高いトミー・トロージャンと取り違えられることがあるが、この人物には名はなく、公式マスコットに跨がる単なるトロイの騎士に過ぎない。
2013年11月6日にトロージャンズ男女バスケットボールの試合において、新たなコスチュームを纏ったトミー・トロージャンとトラベラーがアニメキャラクターとして登場したが、トラベラーはバスケットボールにおける反則のトラベリングと混同しやすいとして悪評であった。

### トミー・トロージャン

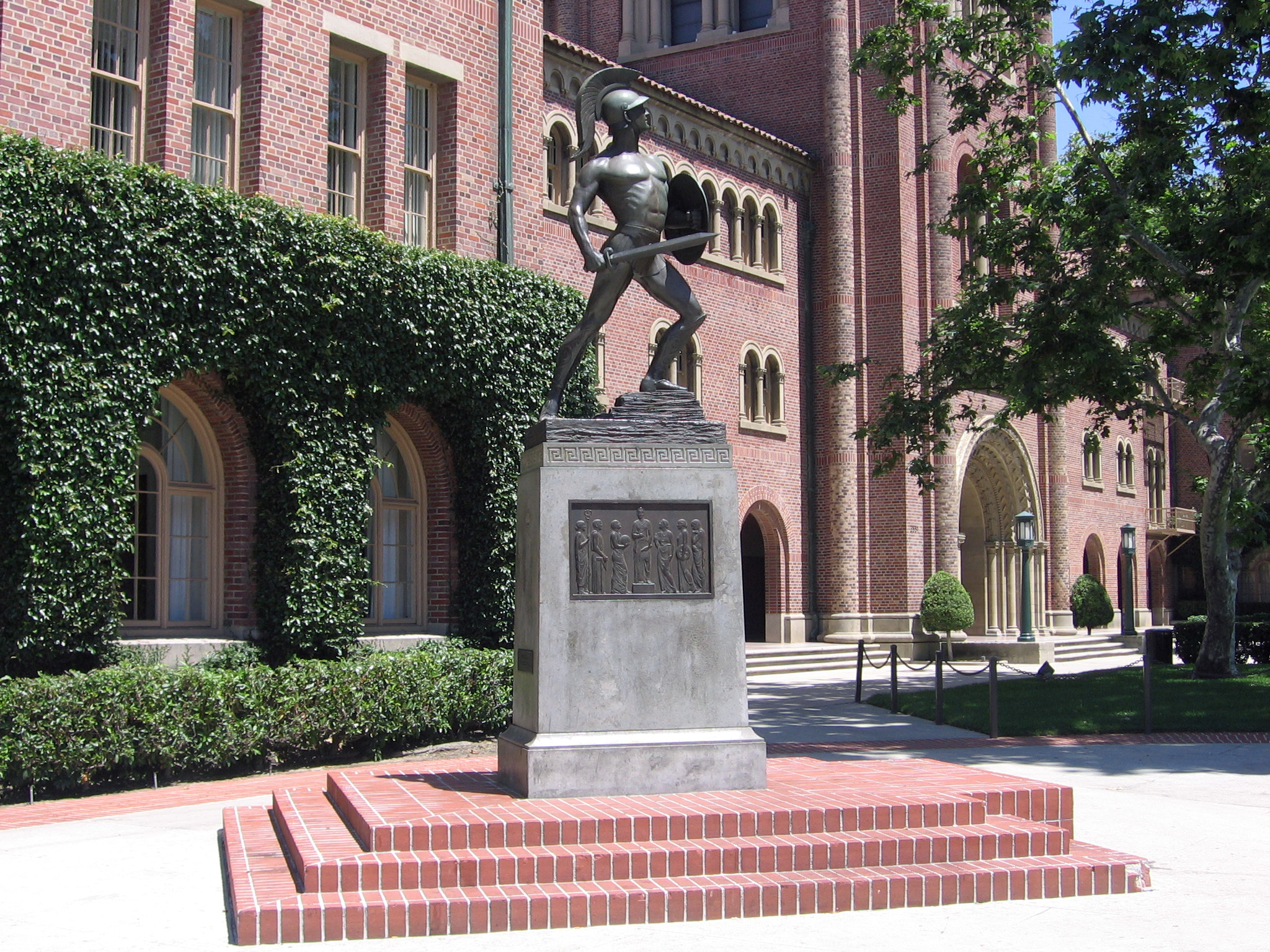
トミー・トロージャン（2006年6月撮影）

トミー・トロージャン（公式名:トロージャン・シュライン（=聖像））は、USCの最も有名な人物として知られている一人である。トロイの戦士に肖った青銅像は、USCキャンパスの中央部に鎮座しており、多くの学内イベントだけではなく待ち合わせスポットなどにも利用されている。トミー・トロージャンは最も人気の高いUSCの非公式マスコットである。
トミー・トロージャンはロジャー・ノーブル・バーナムにより彫像され、USCトロージャンズのアメリカンフットボール選手であったラス・サンダース（英語版）やアーニー・ピンカート（英語版）、ヘンリー・ベッカー、ラリー・スティーブンス（英語版）、ジョン・ウォード（英語版）らをモデルにしたとされている。聖像は1930年のUSC創立50周年式典の際にベールを脱いだ。総工費は10,000USドルで、この費用を賄うためにUSCはアメリカンフットボールの入場券に1ドルのサーチャージを課した。
企画時の仮名は「Spirit of Troy」（トロイの精神）であったが、トロージャンズ・マーチングバンド（英語版）にその名を譲った。
「"トミー"はカリフォルニア州南部にハンバーガーチェーンを展開するオリジナル・トミーズ（英語版）に肖って名付けられた」というインターネット上の噂が真しやかに流布されるが、これは偽りであり逆もまだ同様である。しかしながら、オリジナル・トミーズの店舗がUSCの学生らにとって1940年代から行きつけの店となっていたのもまた事実である。